# Benito Skinner
Benito Skinner (Boise, 3 novembre 1993) è un attore, comico e sceneggiatore statunitense.
Anche noto con il nickname "Benny Drama", l'attore è salito alla notorietà grazie alle sue imitazioni e sketch comici sulle piattaforme social come YouTube e TikTok. Nel 2025 scrive, produce e recita nella serie televisiva Overcompensating - L'inganno, distribuita su Prime Video.

## Vita privata
Benito Skinner è dichiaratamente gay. Dal 2016 ha una relazione con il regista e fotografo Terrence O'Connor. La coppia convive a Los Angeles.

## Filmografia

### Attore

#### Cinema
- First Time Female Director, regia di Chelsea Peretti (2023)

#### Televisione
- Search Party – serie TV, episodio 4x04 (2021)
- Queer as Folk – serie TV, 4 episodi (2022)
- Curb Your Enthusiasm – serie TV, episodio 12x02 (2024)
- Overcompensating - L'inganno (Overcompensating) – serie TV (2025-in corso)

#### Video musicali
- Malibu di Kim Petras (2020)
- New Shapes di Charli XCX (2021)

### Sceneggiatore
- Overcompensating - L'inganno (Overcompensating) – serie TV (2025-in corso)

### Produttore
- Overcompensating - L'inganno (Overcompensating) – serie TV (2025-in corso)

## Doppiatori italiani
Nelle versioni in italiano dei suoi film, Benito Skinner è stato doppiato da:
- Manuel Meli in Overcompensating
- Alberto Franco in Queer as Folk

## Riconoscimenti
- Gotham TV Awards
  - 2025 – Candidatura come miglior nuova serie commedia per Overcompensating - L'inganno
  - 2025 – Candidatura come miglior attore in una serie commedia per Overcompensating - L'inganno